# 핑크 앤드 화이트 테라스

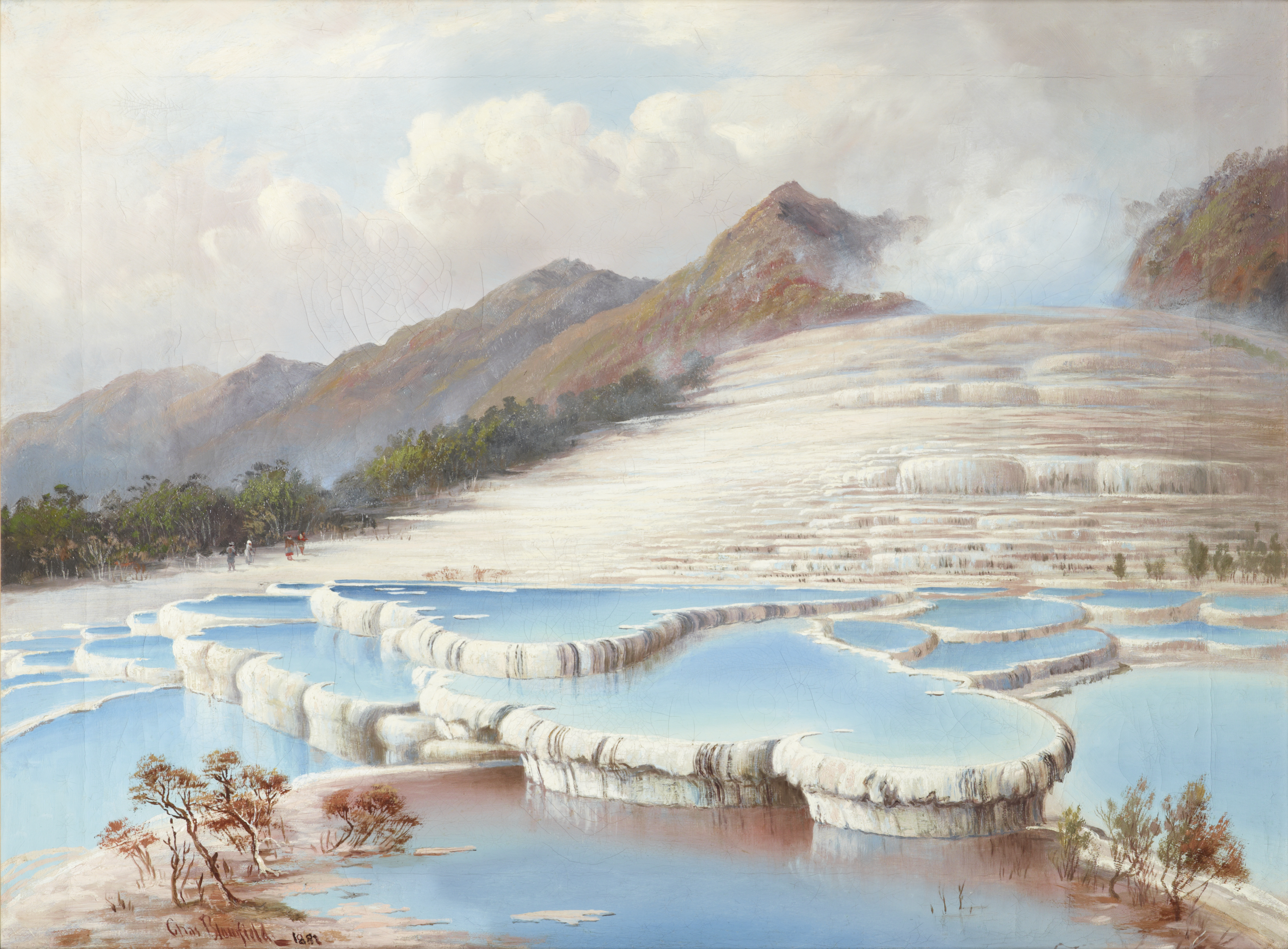

핑크 앤드 화이트 테라스(Pink and White Terraces)는 뉴질랜드 북섬의 타라웨라 산을 둘러싸고 있는 호수에 묻혀있는 계단식 화산이다. 하지만 정식 화산은 아니며 계단식으로 뜨거운 물이 나온다. 테라스는 1886년 타라웨라산 분화로 사라졌으나 나중에 발견되었다. 사람들이 온천욕을 할 수 있었다고 하며, 특히 핑크 테라스는 세계의 온천들 중 보기 어려운 분홍색을 띄어 세계의 관심을 받았고, 또한 테라스들은 위로 올라갈수록 점점 물이 뜨거워지는 특이한 구조이다.